# جون ليديارد
جون ليديارد (بالإنجليزية: John Ledyard)‏ كان مستكشفًا ومغامرًا أمريكيًا.